# Сондерс (острів)
Сондерс (ісп. Isla Trinidad) — четвертий за розмірами острів в архіпелазі Фолклендські острови. Використовується як овеча ферма.
Площа острова становить 131,6 км², берегова лінія завдовжки 106,8 км. Острів простягається на 21 км із заходу на схід і майже на таку ж відстань з північного сходу на південний захід. Сондерс складається з трьох півостровів, поєднаних вузькою смугою суші. На кожному з півостровів є підвищення, а найвищою точкою острова є гора Річардс, висотою 457 м.

## Історія
Порт-Егмонт був першим британським поселенням на Фолкленських островах, заснованим у 1765 році. Не знаючи про французьку присутність у місті Порт-Луї, британський капітан Джон Байрон дослідив і приєднав до британської корони острів Сондерс у січні 1765, а також дослідив західну частину Фолклендських островів, назвав розташовану там гавань портом Егмонт, проплив поблизу інших островів, які також були приєднані на користь короля Георга. Британське поселення поблизу гавані було побудоване у 1766 році. У тому ж році Іспанія придбала французьку колонію на острові, підпорядкувавши її губернатору у Буенос-Айресі.
Під час Фолклендської кризи п'ять іспанських фрегатів атакували британські сили, примусивши їх здатися. Цей інцидент підштовхнув Велику Британію та Іспанію до стану війни, проте вже у 1771 році іспанці відмовились від Порт-Егмонта на користь британців. У 1776 році, з економічних причин, британці відмовилися від Порт-Егмонта. У той час вони поставили дошку на цьому місці, проголосивши свій суверенітет над Фолклендськими островами. Теперішє поселення, правильна назва якого — Острів Сондерс, лежить на східному узбережжі і має злітно-посадочну смугу.
Тут існує одна пам'ятка архітектури, відома як Кам'яний будинок.

## Дика природа і її збереження

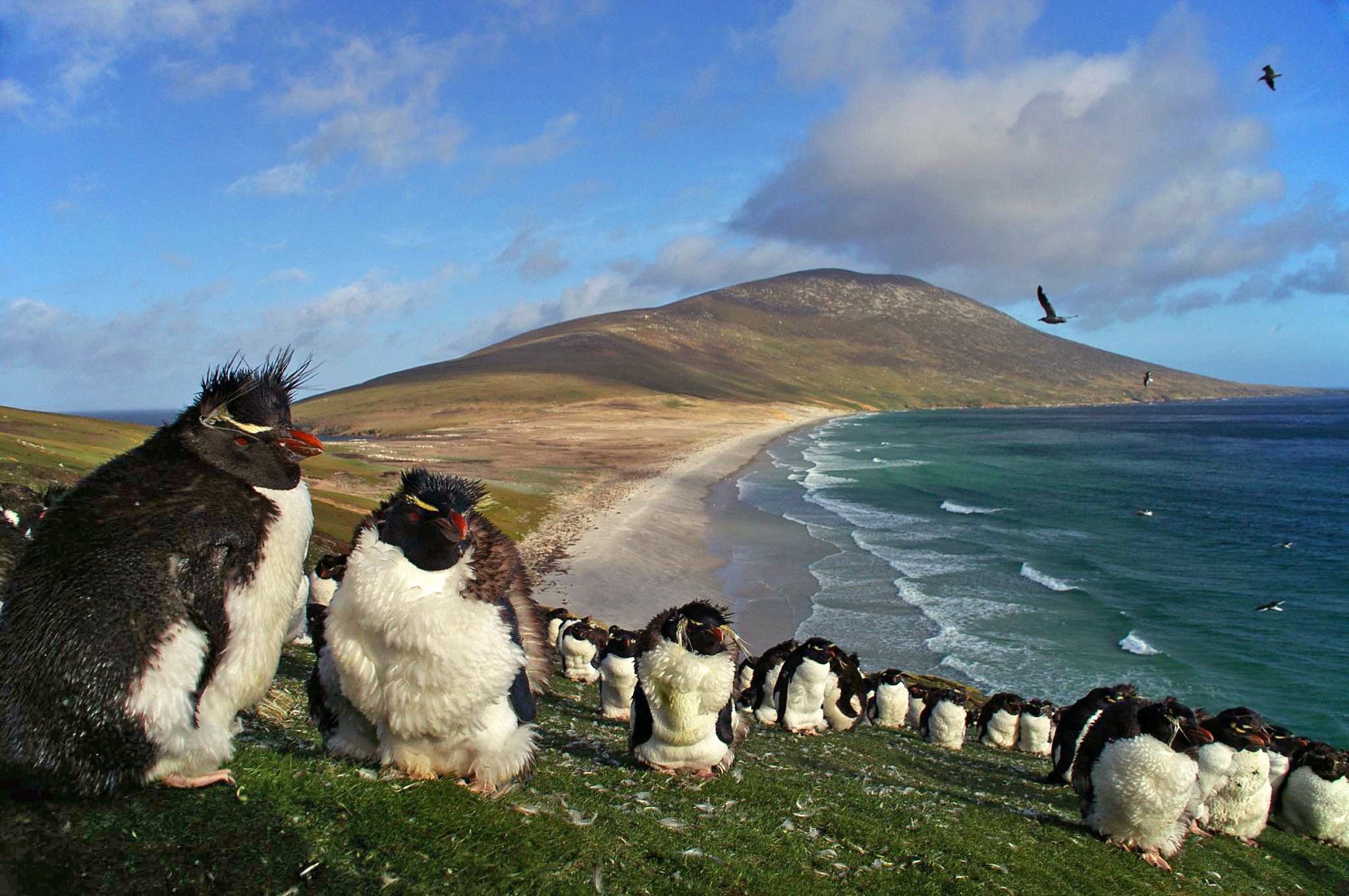
Пінгвіни Рокхоппера на фоні острівного перешийку

Дика природа острова включає пінгвінів Рокхоппера, субантарктичних пінгвінів, магеланових та королівських пінгвінів, альбатросів та інших птахів. Що стосується Магелланових пінгвінів, то острів знаходиться у найпівденнішій точці їхнього ареалу поширення, у той же час субантарктичні пінгвіни проживають і далі на південь, аж до Антарктиди. Існує також невелика популяція морських слонів. Члени орнітологічного товариства військово-повітряних сил здійснили повне обстеження острова у 1995 році.